# Heteroderidae
Heteroderidae é uma família de nematódeos que compreende ao menos nove gêneros. Alguns desses gêneros compreendem importantes parasitas de culturas vegetais, como é o caso das espécies Heterodera spp. O nome heteroderide vem do grego, hetero = diferente e deras = pele. Esse nome é uma referência a diferença da pele da fêmea e do cisto.